# Río Avre
El río Avre es un río de Francia, afluente por la izquierda del río Eure. Nace en el bosque de Perche (departamento de Orne), a 280m sobre el nivel del mar, y desemboca en el río Eure cerca de la localidad de Dreux, en el límite entre los departamentos de Eure y (Eure y Loir), tras un curso de 80 km. Su cuenca comprende 917 km².
Riega los departamentos franceses de Orne, Eure y Loir, y Eure. Formó parte históricamente de la frontera de Normandía.
- Datos: Q739893
- Multimedia: Avre (affluent de l'Eure) / Q739893